# Communauté de communes de Vic-Montaner
La communauté de communes de Vic-Montaner est une ancienne communauté de communes française, située dans les départements des Pyrénées-Atlantiques (région Nouvelle-Aquitaine) et des Hautes-Pyrénées (région Occitanie).
Elle a fusionné avec les communautés de communes du Val d'Adour et du Madiranais et Adour-Rustan-Arros pour former la communauté de communes Adour Madiran.

## Composition
La communauté de communes regroupe 29 communes :

### Communes adhérentes
| Nom                    | Code Insee | Gentilé          | Superficie (km2) | Population (dernière pop. légale) | Densité (hab./km2) |
| ---------------------- | ---------- | ---------------- | ---------------- | --------------------------------- | ------------------ |
| Vic-en-Bigorre (siège) | 65460      | Vicquois         | 31,86            | 5 004 (2014)                      | 157                |
| Sedze-Maubecq          | 64515      | Sedzois          | 7,61             | 254 (2014)                        | 33                 |
| Villenave-près-Béarn   | 65476      | Villenaviens     | 3,09             | 53 (2014)                         | 17                 |
| Escaunets              | 65160      | Escaunésiens     | 6,24             | 125 (2014)                        | 20                 |
| Maure                  | 64372      | Maurois          | 3,59             | 110 (2014)                        | 31                 |
| Pontiacq-Viellepinte   | 64454      | Pontiacquais     | 6,98             | 169 (2014)                        | 24                 |
| Ponson-Debat-Pouts     | 64451      | Ponsonais        | 5,72             | 95 (2014)                         | 17                 |
| Bentayou-Sérée         | 64111      | Bentayounais     | 8,26             | 106 (2014)                        | 13                 |
| Lamayou                | 64309      | Lamayorais       | 9,51             | 191 (2014)                        | 20                 |
| Casteide-Doat          | 64173      | Doati-Casteidois | 5,34             | 145 (2014)                        | 27                 |
| Montaner               | 64398      | Montanerais      | 19,13            | 459 (2014)                        | 24                 |
| Tarasteix              | 65439      |                  | 9,85             | 267 (2014)                        | 27                 |
| Oroix                  | 65341      | Ourouchois       | 8,90             | 121 (2014)                        | 14                 |
| Pintac                 | 65364      | Yégacés          | 1,49             | 26 (2014)                         | 17                 |
| Castéra-Loubix         | 64174      | Castérais        | 3,43             | 55 (2014)                         | 16                 |
| Labatut-Figuières      | 64293      | Labatutais       | 8,44             | 174 (2014)                        | 21                 |
| Monségur               | 64395      | Monségurais      | 2,84             | 138 (2014)                        | 49                 |
| Caixon                 | 65119      | Caixonais        | 8,55             | 377 (2014)                        | 44                 |
| Sanous                 | 65403      | Sanousais        | 1,70             | 92 (2014)                         | 54                 |
| Saint-Lézer            | 65390      | Saint-Lézéens    | 11,17            | 413 (2014)                        | 37                 |
| Talazac                | 65438      | Talazacais       | 1,58             | 70 (2014)                         | 44                 |
| Siarrouy               | 65425      | Siarrouyois      | 6,20             | 434 (2014)                        | 70                 |
| Nouilhan               | 65330      | Nouilhanais      | 4,53             | 197 (2014)                        | 43                 |
| Andrest                | 65007      | Andrestois       | 6,19             | 1 411 (2014)                      | 228                |
| Artagnan               | 65035      | Artagnanais      | 4,94             | 512 (2014)                        | 104                |
| Marsac                 | 65299      | Marsacais        | 1,55             | 233 (2014)                        | 150                |
| Camalès                | 65121      | Camalésiens      | 4,67             | 410 (2014)                        | 88                 |
| Pujo                   | 65372      | Pujolais         | 5,28             | 626 (2014)                        | 119                |
| Villenave-près-Marsac  | 65477      | Villenaviens     | 1,12             | 74 (2014)                         | 66                 |

## Démographie
| 2007   | 2011   |
| ------ | ------ |
| 10 385 | 13 087 |

## Liste des Présidents successifs
| Période                                  | Période  | Identité          | Étiquette | Qualité |
| ---------------------------------------- | -------- | ----------------- | --------- | ------- |
|                                          | en cours | Jean-Louis Curret |           |         |
| Les données manquantes sont à compléter. |          |                   |           |         |

## Compétences
- Développement économique : trois grandes zones industrielles ont été créées depuis 2001.
- Développement touristique : grâce à l'aménagement du Lac de Louet et à la rénovation du patrimoine religieux et historique.
- Habitat : opération programmée d'amélioration de l'habitat, aire d'accueil des gens du voyage.
- Services Publics d'Intérêt Communautaire : médiathèque communautaire, centre multimédia et son pôle de formations et de communications.